# Microcebus jollyae
Microcebus jollyae är en primat i släktet musmakier som förekommer på Madagaskar.
Arten når en kroppslängd (huvud och bål) av cirka 13 cm, en svanslängd av ungefär 12 cm och en vikt av cirka 60 g. Ovansidan av huvudet och bålen är täckt av rödbrun päls och undersidan är ljusgrå. Kännetecknande är vita fläckar på nosen och på underkäken.
Denna musmaki lever i sydöstra Madagaskar. Utbredningsområdet begränsas av floden Mananara i norr och av floden Mananjary i syd. De första individerna hittades vid cirka 70 meter över havet. Regionen är täckt av regnskog.
Microcebus jollyae hotas av jakt och av skogsröjning. IUCN listar arten därför och på grund av den begränsade utbredningen som starkt hotad (EN).